# Evrazijska stepa
Evrazijska stepa, ki jo imenujejo tudi Velika stepa ali preprosto Stepa, je obsežna stepska ekoregija travišča, savana in makija zmernega pasu Evrazije. Razprostira se od Bolgarije, Romunije in Moldavije preko Ukrajine, Rusije, Kazahstana, Xinjianga in Mongolije do Mandžurije, z eno večjo eksklavo, Panonsko stepo ali Puszto, ki je večinoma na Madžarskem.
Od paleolitske dobe je Stepska pot povezovala vzhodno Evropo, centralno, vzhodno, južno Azijo in Bližnji vzhod gospodarsko, politično in kulturno preko kopenskih trgovskih poti. Stepska pot je predhodnica ne samo Svilne ceste, ki se je razvijala v antiki in srednjem veku, temveč tudi Evrazijskega kopenskega mostu v moderni dobi. V zgodovini so bili dom nomadskih cesarstev in številnih velikih plemenskih konfederacij in starodavnih držav, kot so Xiongnu, Skitija, Kimerija, Sarmatija, Hunsko cesarstvo, Horezm, Transoksanija, Sogdija, Xianbei, Mongolsko cesarstvo in Turški kaganat.

## Geografija

### Enote
Evrazijska stepa se razprostira na tisoče kilometrov od blizu ustja Donave skoraj do Tihega oceana. Na severu jo omejujejo gozdovi evropske Rusije, Sibirije in azijske Rusije. Ni jasne južne meje, čeprav se vse bolj suha zemljišča premikajo proti jugu. Stepa se zoži na dveh točkah, kar jo razdelijo na tri glavne dele.

#### Zahodna stepa
Zahodna stepa ali Pontsko-kaspijska stepa se začne blizu ustja Donave in sega severovzhodno skoraj do Kazana in nato jugovzhodno do južnega vrha Uralskega gorovja. Njen severni rob je bil širok pas gozda, ki je bil zdaj izbrisan s preoblikovanjem celotnega območja v kmetijsko zemljišče. Na jugovzhodu se Črnomorsko-kaspijska stepa razprostira med Črnim morjem in Kaspijskim jezerom do Kavkaza. Na zahodu je Velika madžarska nižina otočna stepa, ki jo od gore Transilvanije ločijo od glavne stepe. Na severni obali Črnega morja ima polotok Krim nekaj notranjih step in pristanišč na južni obali, ki povezujejo stepo s civilizacijami Sredozemlja.

#### Uralsko–kaspijska zožitev
Uralsko gorovje se razprostira proti jugu do točke približno 650 km severovzhodno od Kaspijskega jezera.

#### Centralna stepa
Centralna steapa in Kazaška stepa se razprostira od Urala do Džungarije. Na jugu se uvršča med polpuščave in puščave, ki jih prekinjata dve veliki reki, Amu Darja (Oxus) in Sir Darja (Jaxartes), ki se izlivata severozahodno v Aralsko jezero in zagotavljata namakalno kmetijstvo. Na jugovzhodu je gosto poseljena Ferganska dolina, zahodno od nje pa v oazah velika mesta Taškent, Samarkand in Buhara ob reki Zeravšan. Južno območje ima zapleteno zgodovino, medtem ko je bila na severu kazahstanska stepa razmeroma izolirana od glavnih tokov zapisane zgodovine.

#### Džungarijska zožitev
Na vzhodni strani nekdanje kitajsko-sovjetskih obmejne gore segajo proti severu skoraj do gozdnega pasu z omejenim travinjem v Džungariji.

#### Vzhodna stepa
- Xinjiang je severozahodna provinca Kitajske. Vzhodno-zahodno gorovje Tjanšan jo deli na Džungarijo na severu in Tarimsko kotlino na jugu. Džungarijo omejujejo gore Tarbagataj na zahodu in mongolski Altaj na vzhodu, pri čemer nobena ni pomembna ovira. Džungarija ima dobro travinje okoli robov in osrednje puščave. Pogosto se je obnašala kot zahodni podaljšek Mongolije in povezala Mongolijo s Kazaško stepo. Severno so gore in sibirski gozd. Južno in zahodno od Džungarije, in ločeno z gorovjem Tjanšan, je območje približno dvakrat večje od Džungarije, ovalna Tarimska kotlina. Porečje Tarima je presuho, da bi lahko podprlo celo nomadsko prebivalstvo, a okoli robov se reke spuščajo iz gora, kar povzroča obroč mest, ki so živela z namakalnim kmetijstvom in trgovino med vzhodom in zahodom. Tarimska kotlina je v središču stepe oblikovala otok blizu civilizacije. Severna Svilna cesta je šla po severni in južni strani Tarimske kotline in nato prešla gore na zahodu v Fergansko dolino. Na zahodnem koncu kotline gore Pamir povezujejo gore Tjanšan s Himalajo. Na jugu gorovje Kunlun ločujejo Tarimsko kotlino od redko poseljene tibetanske planote.

- Mongolska stepa vključuje Mongolijo in kitajsko provinco Notranja Mongolija. Obe sta ločeni z relativno suhim območjem, ki ga označuje puščava Gobi. Južno od Mongolske stepe je visoka in redko poseljena Tibetanska planota. Severni rob planote je koridor Gansu ali Hexi, pas zmerno gostega prebivalstva, ki Kitajsko povezuje s Tarimsko kotlino. Koridor Hexi je bil glavna pot Svilne ceste. Na jugovzhodu je Svilna cesta čez nekaj gričev vodila v vzhodno dolino reke Wei, ki je vodila do severnokitajske nižine.

- Mandžurija je poseben primer. Zahodnjaki po navadi razmišljajo o Mandžuriji kot severovzhodni projekciji Kitajske, kot jo vidijo na zemljevidih. Kitajci to zdaj imenujejo dve tretjini severovzhodne Kitajske. Sušna zahodna tretjina zahodno od gorovja Veliki Hingan je običajno del notranje Mongolije. Pred letom 1859 je Mandžurija na severu in vzhodu vključevala tudi Zunanjo Mandžurijo, ki je zdaj del Rusije. Južno od Velikega Hingana in severno od gore Taihang se mongolsko-mandžurijska stepa razprostira vzhodno v Mandžurijo kot stepa Liao Xi. V Mandžuriji se stepa spremeni v gozd in gore, ne da bi dosegla Tihi ocean. Osrednje območje gozda je bilo poseljeno s pastoralnimi in kmetijskimi ljudstvi, na severu in vzhodu pa je bilo redko prebivalstvo lovskih plemen sibirskega tipa.

### Živalstvo
Veliki sesalci Evrazijske stepe so bili konj Przewalski, sajga, mongolska gazela (Procapra gutturosa), črnorepa gazela (Gazella subgutturosa), divja baktrijska kamela (Camelus ferus) in onager. Sivi volk in puščavska lisica ter občasno rjavi medved so plenilci, ki potujejo po stepi. Manjše vrste sesalcev so mongolska puščavska podgana, mala talna veverica (Spermophilus pygmaeus) in svizec (Marmota bobak).
V Evrazijski stepi je dom številnih vrst ptic. Ogrožene vrste ptic, ki živijo tam, so na primer kraljevi orel, južna postovka, velika droplja (Otis tarda), mali duplar (Columba eversmanni) in Saxicola insignis.
- Mongolski divji konj
- Stepska lisica
- Sajga
- Onager

Prve udomačene živali so bile ovce in koze in manj goveda, kot bi lahko pričakovali. Na sušnih območjih so za prenašanje tovora daleč na zahod uporabljali kamele. Na obrobju Tibetanske planote je bilo nekaj jakov. Konja so uporabljali za prenašanje in vojskovanje. Konj je bil prvič udomačen v Pontsko-kaspijski ali kazahstanski stepi nekje pred 3000 pr. n. št., vendar je bilo potrebno še veliko časa, da so razvili lokostrelstvo na konju in postopek ni popolnoma razumljen. Zdi se, da stremena niso bila popolnoma razvita do leta 300 n. št..

### Ekoregije
Svetovni sklad za naravo deli evrazijsko stepsko ekoregijo travišč, savane in makije zmernega pasu na številne enote, ki jih odlikujejo nadmorska višina, podnebje, padavine in druge značilnosti ter dom ločenih živalskih in rastlinskih skupnosti in vrst ter ločenih habitatnih ekosistemov.
- Stepa Alai – Zahodni Tjanšan (Kazahstan, Tadžikistan, Uzbekistan)
- Altajska stepa in polpuščava (Kazahstan) - (WWF ID:PA0802) - je med stepo in polpuščavo in podpira redko travo in grmičevje. Območje je razmeroma nerazvito, kmetijstvo pa večinoma predstavlja pašna živina. V depresijah, ki jih uporabljajo ptice selivke, je nekaj plitvih jezer.
- Barabinska stepa (Rusija) - je travnata stepa in gozdnata ravna ravnica v zahodni Sibiriji. Stepa ima površino 117.000 km² in se razteza med reko Irtiš in Ob.
- Daurijska gozdna stepa (Kitajska, Mongolija, Rusija) - (WWF ID:PA0804) - je pas travinja, grmičastega terena in mešanih gozdov v severovzhodni Mongoliji in regiji Sibirija v Rusiji, ki sledi poteku rek Onon in Ulz. Regija je bila opisana kot »morje trave, ki predstavlja najboljši in najbolj nedotaknjen primer neokrnjenega stepskega ekosistema in je tudi eno zadnjih območij na palearktiki, ki še vedno podpira stabilne črede večjih vretenčarjev« na polgoratem območju.
- Stepa doline Emin (Kitajska, Kazahstan) - na meji med Kitajsko in Kazahstanom, v osrednji Aziji. Ima površino približno 65.000 kvadratnih kilometrov, glavna vodna pot je reka Emil. Dolina Emin ima stepski ekosistem večinoma travinja; z dvema slanima jezeroma, Alakol in Sasikkol in gore z zmernim podnebjem.
- Kazaška gozdna stepa (Kazahstan, Rusija) - (WWF ID:PA0809) - je dolg ozek pas prehodnega območja med gozdnato tajgo sibirske Rusije (na severu) in kazahstansko stepo na jugu. Ekoregija se razteza na več kot 2000 km od južnih gora Urala na zahodu do vznožja Altajskega gorovja na vzhodu, a v povprečju znaša le 200 km od juga do severa.; podnebje je bolj celinsko in z manj padavinami, drevesa jo pokrivajo bolj redko.
- Kazaška stepa (Kazahstan, Rusija)
- Kazaško višavje (Kazahstan) - velika ravnina z nizkim reliefom, ki se razprostira v osrednjih in vzhodnih regijah Kazahstana. Sestavljajo jo nizke gorske oaze (Karkarali, Kent, Kizilaraj, Ulitau, itd.) in povišane planote ter vsebuje velika nahajališča premoga na severu in bakra na jugu. V regiji še vedno živijo redke vrste, kot je azijski gepard.
- Mongolsko-mandžurijska travišča (Kitajska, Mongolija, Rusija) - obsega površino 887.300 kvadratnih kilometrov in tvori velik polmesec okoli puščave Gobi, ki sega čez osrednjo in vzhodno Mongolijo v vzhodni del notranje Mongolije in vzhodne in osrednje Mandžurije ter nato jugozahodno čez Severnokitajsko nižino. Na severovzhodu in severu gozdne stepe Selenge-Orkhon in Daurian tvorijo prehodno območje med travinjem in gozdovi Sibirije na severu. Na vzhodu in jugovzhodu se travinje preusmeri v zmerno širokolistne in mešane gozdove, vključno z mešanicami mandžurskimi gozdovi, listopadnimi gozdovi severovzhodne Kitajske in mešanimi gozdovi Srednje Kitajske.
- Pontsko-kaspijska stepa (Moldavija, Romunija, Rusija, Ukrajina)
- Sajanska medgorska stepa (Rusija) - (WWF ID:PA0815) - "stepski otok", kjer je travinje in grmičevje, obkroženo z gorskimi gozdovi v republiki Tuva na jugu osrednje Sibirije v Rusiji. Altaj na zahodu, Sajanske gore na severu in Tannu-Ola gore so na jugu. Večji del svoje dolžine sledi poteku zgornje reke Jenisei. Obsega 33.928 km2.
- Gozdna stepa Selenge – Orkhon (Mongolija, Rusija)
- Južnosibirska gozdna stepa (Rusija) - (WWF ID:PA0817) - je obliž travinja in gozdov v nizko ležečih območjih južne osrednje Sibirije. Regija spada med visoko biotsko raznovrstnost kot prehodno območje med zahodno sibirsko tajgo na severu in Altajem na jugu. Na vzhodu Irkutske regije obstajajo tudi majhni obliži proti vzhodu.
- Zahodna sušna stepa predgorja Tjanšan (Kitajska, Kazahstan, Kirgizistan) - (WWF ID:PA0818) - zajema severno in zahodno predgorje do pogorja Tjanšan s središčem na jezeru Issyk-Kul v Kirgizistanu. Ta regija dobiva več vlage iz Srednje Azije, zato podpira več vegetacije in raznolikosti rastlinskih in živalskih vrst kot puščave na jugu.
- Panonska stepa [12] (Madžarska, Romunija, Srbija, Hrvaška, Slovaška, Avstrija, Slovenija). Je eksklava Evrazijske stepe. Značilna pokrajina je sestavljena iz ravnic, slanih stepskih in slanih jezer ter vključuje raztresene peščene sipine, nizke, mokrotne gozdove in sladkovodna barja ob poplavnih območjih starodavnih rek.

- Karta Barabinske stepe
- Daurijska gozdna stepa
- Ekoregija dolina Emin po WWF (PA0806) (vijolično)
- Kazaška gozdna stepa (vijolično)
- Kazaško višavje
- Mongolsko-mandžurijska travišča
- Južnosibirska gozdna stepa
- Zahodna sušna stepa predgorja Tjanšan

## Človeška dejavnost

### Trgovina
Glavna središča prebivalstva in visoke kulture v Evraziji so Evropa, Bližnji vzhod, Indija in Kitajska. Za nekatere namene je koristno obravnavati Veliki Iran kot ločeno regijo. Vse te regije so povezane z Evrazijsko Stepsko potjo, ki je bila aktivna predhodnica Svilne ceste. Slednja se je začela na območju kitajskega Guanzhonga in potekala zahodno po koridorju Hexi do Tarimske kotline. Od tam je šla jugozahodno do Velikega Irana in se usmerila jugovzhodno do Indije ali zahodno do Bližnjega vzhoda in Evrope. Manjša veja je šla severozahodno ob velikih rekah in severno od Kaspijskega jezera do Črnega morja. Ko so srečali bogato karavano so jih stepski nomadi bodisi oropali, bodisi obdavčili ali pa so jih najeli kot stražarje. Te tri oblike so bile ekonomsko enake. Trgovina je bila po navadi najbolj intenzivna, ko je stepo nadziral močan imperij in zmanjšal število nepomembnih poglavarjev, ki so plenili. Svilna cesta je kot prva postala pomembna in kitajska svila je prišla v Rimsko cesarstvo približno v času, ko je hanski cesar Wu potisnil kitajsko moč zahodno v Tarimsko kotlino.

### Kmetijstvo
Nomadi so občasno, na redkih območjih v stepi, kjer je bilo mogoče kmetovanje, prenašali kolonije kmetov. To so bili pogosto ujetniki, ki so gojili žito za svoje nomadske gospodarje. Vzdolž obrobja so bila območja, ki jih je bilo mogoče uporabiti za oranje ali travinje. V zadnjih nekaj sto letih so kultivirali rusko stepo in večji del notranje Mongolije. Dejstvo, da se večina ruske stepe ne namaka, pomeni, da se je ohranila kot travišče in kot posledica vojaške moči nomadov.

### Jeziki
Glede na najbolj razširjeno hipotezo o izvoru indoevropskih jezikov, kurganska hipoteza, se domneva, da je njihov skupni prednik izviral iz Pontsko-kaspijske stepe. Tohari so bili zgodnja indoevropska veja v Tarimski kotlini. V začetku zapisane zgodovine je celotno stepsko prebivalstvo zahodno od Džungarije govorilo iranske jezike. Od približno leta 500 dalje so turški jeziki zamenjali iranske jezike najprej v stepi, kasneje pa v oazah severno od Irana. Poleg tega so se leta 895 v Panonski nižini nastanili madžarski govorci, podružnica uralske jezikovne družine, ki je prej živela v stepi v sedanji Južni Rusiji. Mongolski jeziki so v Mongoliji. V Mandžuriji najdemo tunguške jezike in nekatere druge.

### Religija
Tengrizem so uvedli turško-mongolski nomadi. Nestorijanstvo in manihejstvo sta se razširila v Tarimsko kotlino in na Kitajsko, vendar nikoli nista postali uveljavljeni večinski religiji. Budizem se je razširil s severa Indije do Tarimske kotline in našel nov dom na Kitajskem. Do okoli leta 1400 je islam sprejela celotna stepa zahodno od Džungarije. Do približno leta 1600 je bil islam razširjen tudi v Tarimski kotlini, medtem ko sta Džungarija in Mongolija sprejeli tibetanski budizem.

## Zgodovinska ljudstva in narodi
- Tračani 15. – 3. stoletje pred našim štetjem
- Horezmčani 13. – 3. stoletje pred našim štetjem
- Kimerijci 12. – 7. stoletje pred našim štetjem
- Madžari 11. stoletje pred našim štetjem - 8. stoletje našega štetja
- Skiti 8. – 4. stoletje pred našim štetjem
- Sogdijci 8. – 4. stoletje pred našim štetjem
- Isedoni 7. – 1. stoletje pred našim štetjem
- Masageti 7. – 1. stoletje pred našim štetjem
- Tissageti 7. – 3. stoletje pred našim štetjem
- Donghu 7. - 2. stoletje pred našim štetjem
- Dahi 7. pr. n. št. - 5. st. našega štetja
- Saki 6. – 1. stoletje pred našim štetjem
- Sarmati 5. stoletje pred našim štetjem - 5. stoletje našega štetja
- Prabolgari 7. stoletje pred našim štetjem – 7. stoletje našega štetja
- Transoksanijci 4. stoletje pred našim štetjem - 14. stoletje pred našim štetjem
- Xiongnu 3. stoletje pred našim štetjem - 2. stoletje našega štetja
- Jazigi 3. stoletje pred našim štetjem - 5. stoletje našega štetja
- Juezi 2. stoletje pred našim štetjem - 1. stoletje pred našim štetjem
- Tauri 1. tisočletje pred našim štetjem
- Wusuni 1. stoletje pred našim štetjem - 6. stoletje našega štetja
- Xianbei 1. – 3
- Goti 3. – 6. st
- Vandali 2. – 5. st
- Vizigoti 3. – 5. st
- Franki od 3. do 8. stoletja
- Huni 4. – 8. stoletje
- Ostrogoti 4. – 8. stoletje
- Zgodnji Slovani 5. – 10 stoletje
- Alani 5. – 11. stoletje
- Avari 5. – 9 stoletje
- Heftaliti 5. do 7. stoletja
- Göktürki 6. – 8. stoletje
- Sabiri 6. – 8. stoletje
- Hazari 7. – 11. stoletje
- Onoguri 8. stoletje
- Pečenegi 8. – 11. stoletje
- Baškiri 10. stoletje
- Kipčaki in Kumani 11. - 13. stoletje
- Krimski Goti
- Mongolsko cesarstvo 13. – 14. stoletje
- Tsagadai Ulus 13. – 15
- Zlata horda 13. – 15. stoletje
- Kozaki, Kalmiki, Krimski kanat, Volški Tatari, Nogaji in druga turška ljudstva in plemena 15. – 18. st.
- Ruski imperij 18. – 20. stoletje
- Sovjetska zveza 20. stoletje
- Gagavzija, Kazahstan, Ruska federacija, Ukrajina, Xinjiang 20. – 21. stoletje